# Nothofagus betuloides

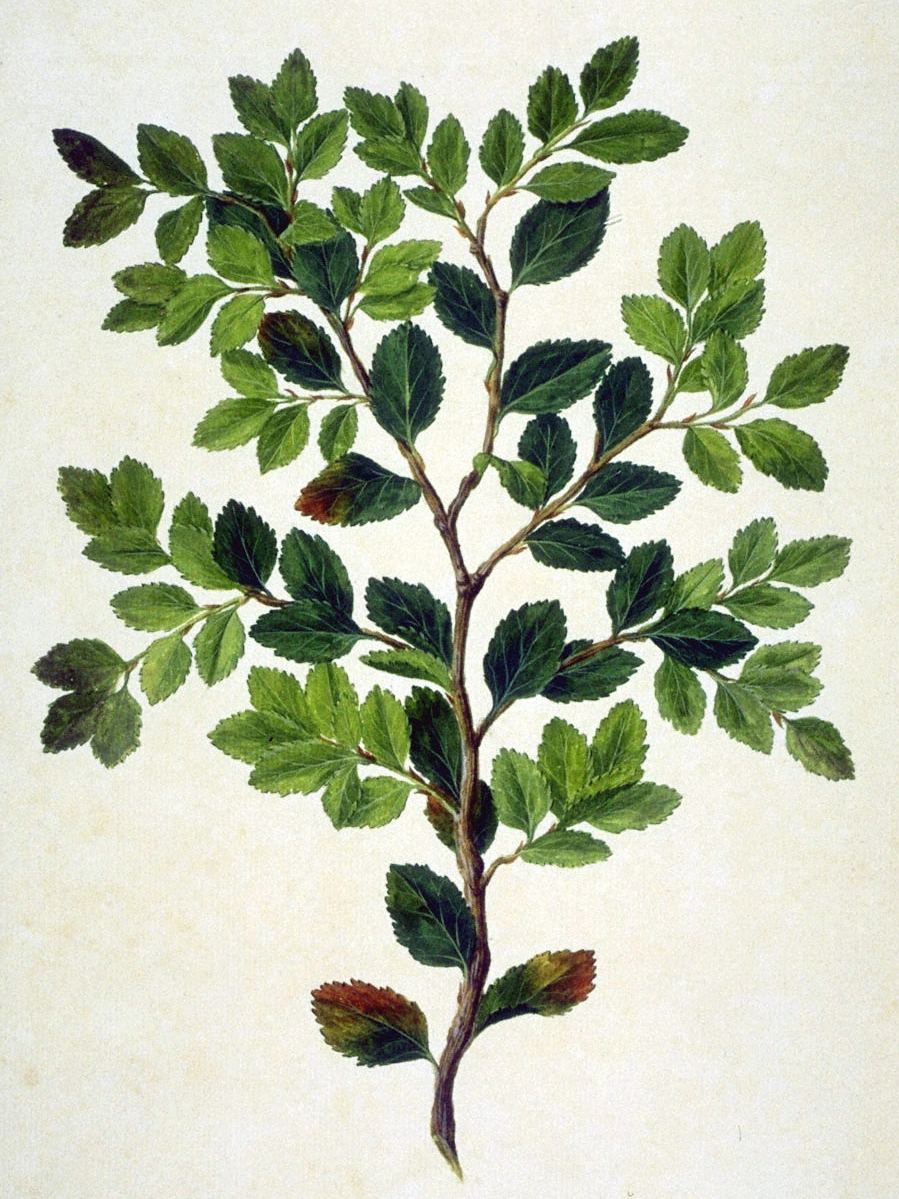
Illustración de especímenes recolectados por el Endeavour, Tierra del Fuego, 1769

Nothofagus betuloides, coigüe de magallanes, coihue blanco o guindo es una especie de árbol perteneciente a la familia Nothofagaceae. Es originario de Sudamérica.

## Descripción
Es un árbol siempreverde, de más de 30 m, de fuste columnar, que crece endémicamente en el bosque andino patagónico del sur de Chile y de Argentina. En Chile se distribuye desde Chiloé (45° lat S) hasta Puerto Williams o Isla Navarino es decir desde (XI a XII región) y en Argentina desde el sur de Chubut hasta Tierra del Fuego. Un ejemplar del árbol fue encontrado en el sur de la isla Hornos, convirtiéndolo en el árbol más austral del mundo.
En su ambiente natural tolera inviernos crudos y ausencia de calor en verano; pudiéndoselo encontrar hasta 1000 m s. n. m., resistiendo especímenes de los bosques más australes temperaturas debajo de −15 °C. 
Prospera muy bien en Escocia y Canadá. Árboles plantados en las Islas Feroe, traídos de Tierra del Fuego, han resultado ser muy resistentes al frío.
La madera tiene hermosas marcas, es de color rosáceo, dura, semi-pesada y usada en mueblería y construcción.

## Taxonomía
Nothofagus betuloides fue descrita por (Mirb.) Oerst. y publicado en Bidr. Egefam. 24 1872.
Etimología
Nothofagus: nombre genérico compuesto de notho = "falso" y fagus = "haya", nombrándolo como "falsa haya".
Betuloides: epíteto latíno que significa "con las hojas parecidas al abedul" (Betula sp.). 
El nombre común es mapuche.
Sinonimia
- Fagus betuloides Mirb., Mém. Mus. Hist. Nat. 14: 469 (1827).
- Calusparassus betuloides (Mirb.) Hombr. & Jacquinot ex Decne. in J.S.C.Dumont d'Urville, Voy. Pôle Sud 2: 20 (1853).
- Betula antarctica G.Forst., Comment. Soc. Regiae Sci. Gott. 9: 45 (1789).
- Fagus dubia Mirb., Mém. Mus. Hist. Nat. 14: 471 (1827).
- Fagus forsteri Hook., J. Bot. 2: 156 (1840).
- Calusparassus forsteri (Hook.) Hombr. & Jacquinot ex Decne. in J.S.C.Dumont d'Urville, Voy. Pôle Sud 2: 20 (1853).
- Nothofagus dubia (Mirb.) Oerst., Skr. Vidensk.-Selsk. Christiana, Math.-Naturvidensk. Kl. 5(9): 354 (1871).
- Nothofagus forsteri (Hook.) Krasser, Ann. K. K. Naturhist. Hofmus. 11: 163 (1896).
- Nothofagus patagonica Gand., Bull. Soc. Bot. France 60: 27 (1913).[7][8]